# Locras Valles

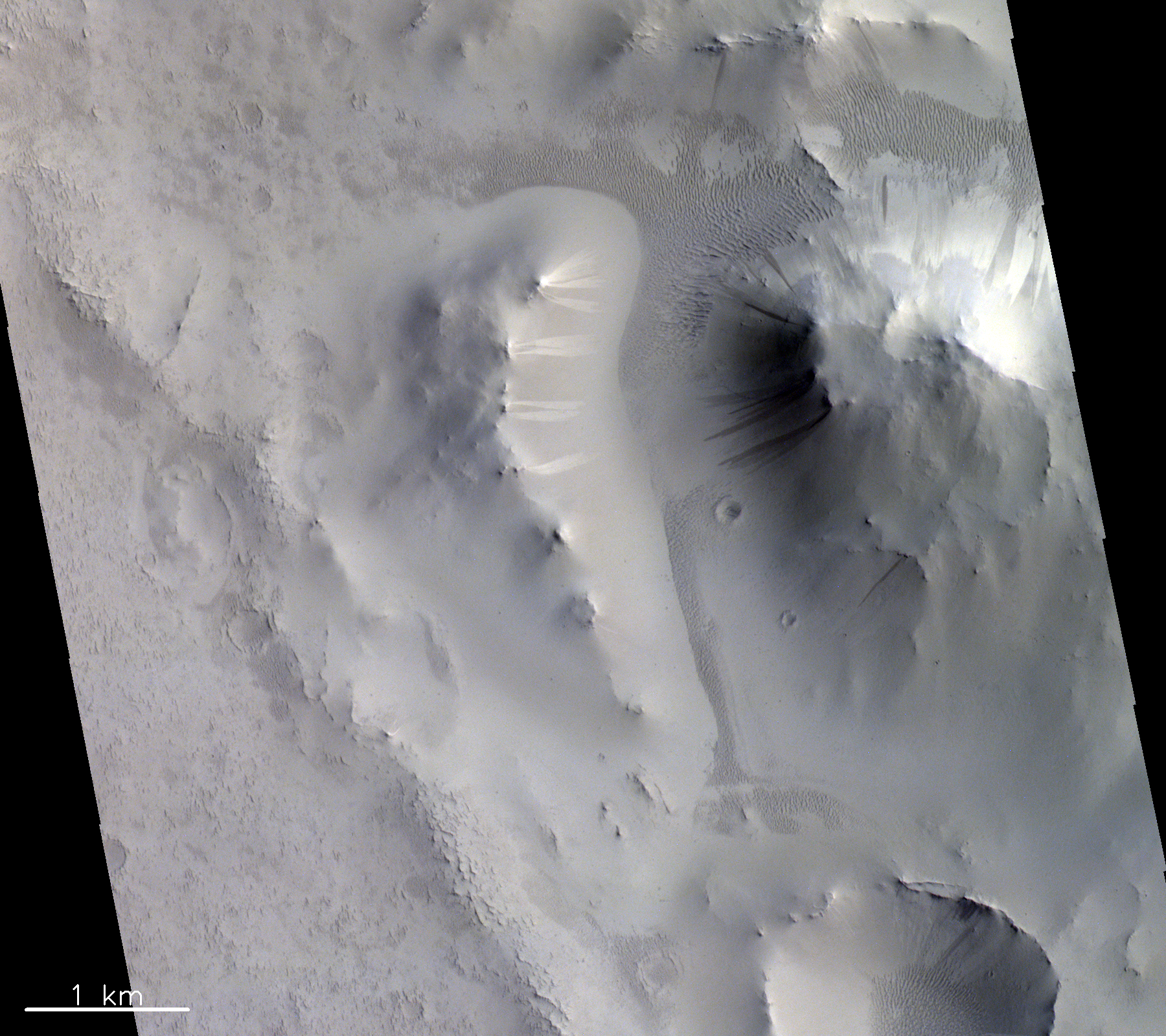

Locras Valles est un système de vallées martiennes s'étendant sur 314 km et centré sur 8,6° N et 47,7° E, sur les quadrangles d'Arabia et de Syrtis Major, dans la région de Terra Sabaea. Il a été nommé en référence à l'appellation antique d'un cours d'eau de Corse.